# 라팔마 공항

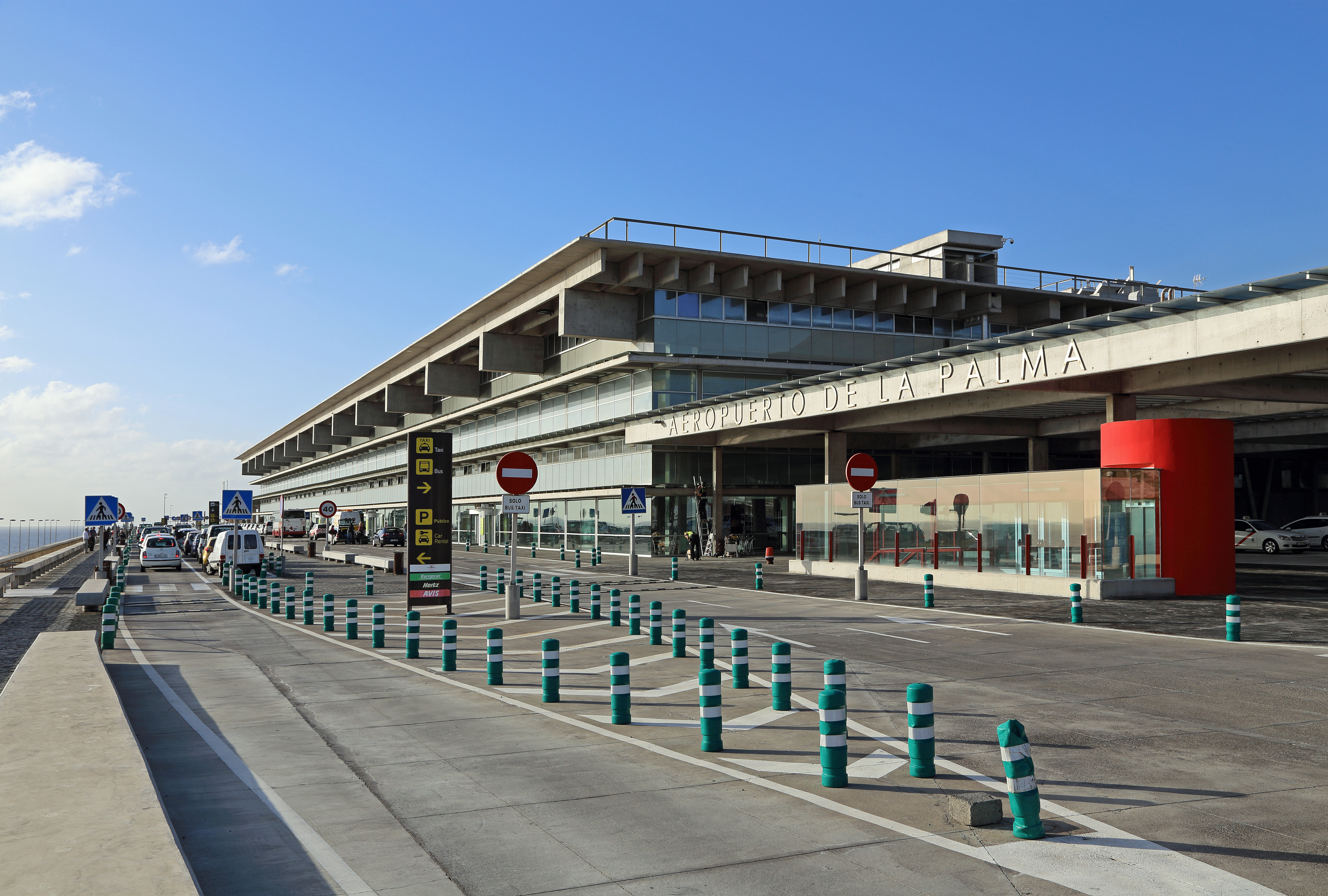

라 팔마 공항(La Palma Airport, IATA: SPC, ICAO: GCLA)은 카나리아 제도 라팔마섬의 산타크루스데라팔마시에서 남쪽으로 8킬로미터 떨어진 브레나 바자와 빌라 데 마조에 위치한 공항이다.
빈터 카나리아스와 카나리플라이가 주로 이 공항을 이용하고 있으며 테네리페섬, 그란카나리아섬의 항공편과 독일, 영국, 스칸디나비아, 네덜란드 등의 주요 유럽 도시들로의 비행편을 제공한다. 2018년 기준으로, 이 공항을 이용한 승객 수는 1,420,277명이다. 화물 트래픽 총량은 565톤이다.